# Svein Thøgersen
Svein Thøgersen, norveški veslač, *23. junij 1946.
Thøgersen je za Norveško nastopil na Poletnih olimpijskih igrah 1972 v Münchnu, kjer je v dvojnem dvojcu osvojil srebrno medaljo.
Srebrno medaljo je osvojil tudi na EP 1971. Obakrat je bil njegov soveslač Frank Hansen.